# Susan Auch
Susan Margaret Auch (ur. 1 marca 1966 w Winnipeg) – kanadyjska łyżwiarka szybka, dwukrotna wicemistrzyni olimpijska.

## Kariera
Pierwszy sukces w karierze Susan Auch osiągnęła w 1994 roku, kiedy zdobyła srebrny medal w biegu na 500 m podczas igrzysk olimpijskich w Lillehammer. W zawodach tych wyprzedziła ją jedynie Amerykanka Bonnie Blair, a trzecie miejsce zajęła Niemka Franziska Schenk. Wynik ten powtórzyła na rozgrywanych cztery lata później igrzyskach olimpijskich w Nagano, rozdzielając swą rodaczkę Catrionę Le May Doan i Japonkę Tomomi Okazaki. Startowała także na igrzyskach olimpijskich w Albertville w 1992 roku oraz igrzyskach w Salt Lake City w 2002 roku, zajmując w swej koronnej konkurencji odpowiednio szóste i 21. miejsce. Nigdy nie zdobyła medalu mistrzostw świata, jej najlepszym wynikiem było czwarte miejsce w biegu na 500 m podczas dystansowych mistrzostw świata w Calgary. W walce o podium lepsza okazała się Tomomi Okazaki. Wielokrotnie stawała na podium zawodów Pucharu Świata, odnosząc przy tym cztery zwycięstwa. W sezonach 1994/1995 i 1997/1998 zajmowała drugie miejsce w klasyfikacji końcowej 500 m, a w sezonie 1992/1993 zajęła trzecie miejsce w tej klasyfikacji.